# Bernd Müller-Röber

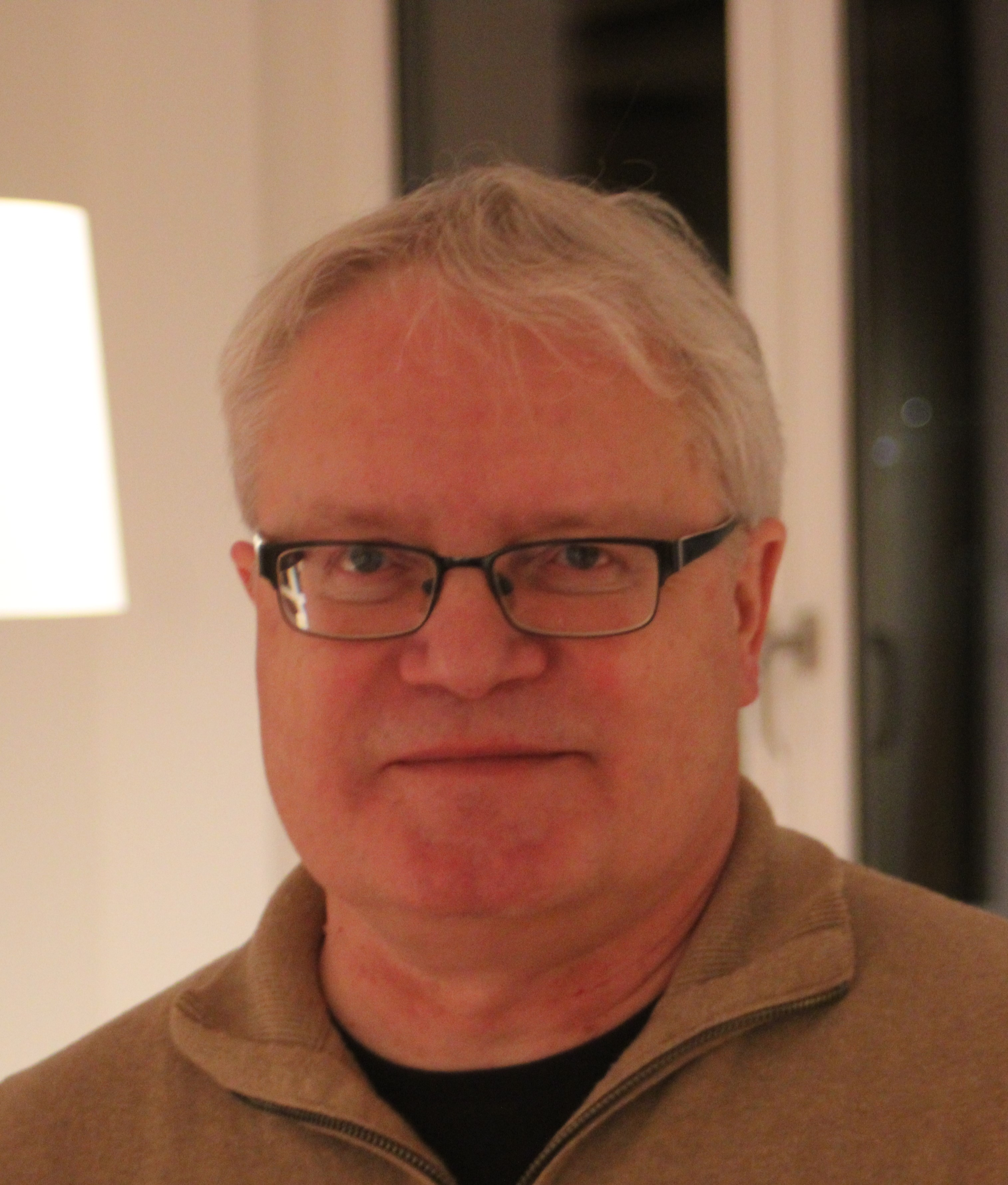
Bernd Müller-Röber at Körberforum 2024-01-22

Bernd Müller-Röber (* 22. März 1964 in Coburg) ist ein deutscher Molekularbiologe, der auf dem Gebiet der Pflanzengenetik tätig ist.

## Laufbahn
Müller-Röber studierte Biologie und Philosophie in Tübingen und Marburg und erwarb 1989 sein Diplom an der Universität Marburg. Anschließend wechselte er an die Freie Universität Berlin und promovierte dort 1992 im Bereich der pflanzlichen Molekularbiologie.
Er ist seit 2000 Mitarbeiter des Max-Planck-Institut für molekulare Pflanzenphysiologie und Professor für Molekularbiologie der Universität Potsdam in Golm.
Zu seinen Forschungsschwerpunkten gehören die Pflanzengenomforschung sowie Wachstumsprozesse und Genregulation bei Pflanzen.
Müller-Röber ist Experte für Sicherheitsfragen in der (grünen) Gentechnik und war stellvertretender Vorsitzender des Bioökonomierats der Bundesregierung. Er ist zudem Sprecher der Arbeitsgruppe Gentechnologiebericht der Berlin-Brandenburgischen Akademie der Wissenschaften und Mitglied der Deutschen Akademie der Technikwissenschaften (Acatech).
Anfang 2011 wurde er vom Magazin Focus in die Liste der 100 wichtigsten Deutschen aufgenommen. Von 2015 bis 2019 war er Präsident des Verbands Biologie, Biowissenschaften und Biomedizin in Deutschland (VBIO).